# Pteropus poliocephalus
Pteropus poliocephalus är en däggdjursart som beskrevs av Coenraad Jacob Temminck 1825. Pteropus poliocephalus ingår i släktet Pteropus och familjen flyghundar. IUCN kategoriserar arten globalt som sårbar. Inga underarter finns listade.
Denna flyghund förekommer i östra och sydöstra Australien. Habitatet utgörs av skogar, mangrove, andra områden med träd och fruktodlingar. Arten äter blommor samt några frukter. Individerna vilar i växtligheten där de bildar större kolonier. Per kull föds en unge.
Arten blir med svans 23 till 29 cm lång och den väger 600 till 1000 g. Pteropus poliocephalus utför längre vandringar för att hitta nya födokällor. Före parningen bildar en hanne och en hona ett monogamt par.
Flyghunden betraktas ibland som en plåga när den är högljudd i närheten av byggnader och när den lämnar avföring och skräp.